# Reprezentacja Mauritiusa w piłce nożnej mężczyzn
Reprezentacja Mauritiusa w piłce nożnej, przydomki: Club M (pl. Klub M), Les Dodos (pl. Dodo) - afrykańska reprezentacja narodowa założona w 1952 roku. Od 1962 roku należy do FIFA, a od 1963 do CAF.
Reprezentacja nigdy nie awansowała do mistrzostw świata. Jednokrotnie (w 1974 roku) zagrała w Pucharze Narodów Afryki. Regularnie bierze udział w południowoafrykańskim turnieju COSAFA Cup i Turnieju Wysp Oceanu Indyjskiego. Najbardziej znany zawodnik to Kevin Bru.
Obecnym selekcjonerem kadry Mauritiusa jest Francisco Filho.

## Udział wMistrzostwach Świata
- 1930 – 1970 – Nie brał udziału (był kolonią brytyjską)
- 1974 – Nie zakwalifikował się
- 1978 – 1982 – Nie brał udziału
- 1986 – Nie zakwalifikował się
- 1990 – Nie brał udziału
- 1994 – 2010 – Nie zakwalifikował się
- 2014 – Wycofał się z eliminacji
- 2018 – 2022 – Nie zakwalifikował się

## Udział wPucharze Narodów Afryki
- 1957 – 1965 – Nie brał udziału (był kolonią brytyjską)
- 1968 – 1972 – Nie zakwalifikował się
- 1974 – Faza grupowa
- 1976 – 1986 – Nie zakwalifikował się
- 1988 – Wycofał się z eliminacji
- 1990 – Nie zakwalifikował się
- 1992 – Wycofał się z eliminacji
- 1994 – 2012 – Nie zakwalifikował się
- 2013 – Nie brał udziału
- 2015 – 2023 –Nie zakwalifikował się

## COSAFA Cup
- 1997-1999 - nie brała udziału
- 2000 - runda kwalifikacyjna
- 2001 - ćwierćfinał
- 2002 - runda kwalifikacyjna
- 2003 - runda kwalifikacyjna
- 2004 - ćwierćfinał
- 2005 - faza grupowa
- 2006 - faza grupowa

## Turniej Wysp Oceanu Indyjskiego
- 1979 - 3./4. miejsce
- 1985 - zwycięstwo
- 1990 - 2. miejsce
- 1993 - 3. miejsce
- 1998 - 4. miejsce
- 2003 - zwycięstwo